# 1982年憲法法令
《1982年憲法法令》（英語：Constitution Act, 1982）是加拿大憲法的一部分。該法令是加拿大憲法本國化的重要部分，對《1867年英屬北美法令》作出了多項修訂，包括將其更名為《1867年憲法法令》。《1982年憲法法令》包含《加拿大權利與自由憲章》，以保障加拿大原住民的權利，並訂定之後修訂憲法的程序。

## 背景及過程
在《1931年西敏法規》之後，加拿大允許英國國會保留修訂加拿大憲法的權力。1981年，在就新的修正案達成實質性協議後，加拿大國會要求英國國會放棄修正加拿大憲法的權力。1982年3月，英國國會頒布了《1982年加拿大法令》，確認了加拿大憲法的本國化，並將修訂加拿大憲法的權力移交予加拿大。1982年4月17日，加拿大女皇伊莉莎白二世和加拿大總理皮耶·杜魯道，以及加拿大司法部長尚·克瑞強和加拿大註冊總署署長安德烈·烏埃萊簽署了使《1982年憲法法令》生效的文告。該文告確認加拿大已正式對其憲法行使權力，這是加拿大實現其主權完全本國化的最後一步。